# Halowe Mistrzostwa Europy w Lekkoatletyce 1983 – bieg na 60 m mężczyzn
Bieg na 60 metrów mężczyzn – jedna z konkurencji biegowych rozgrywanych podczas halowych lekkoatletycznych mistrzostw Europy w Sportscsarnok w Budapeszcie. Eliminacje, półfinały i bieg finałowy zostały rozegrane 5 marca 1983. Zwyciężył reprezentant Włoch Stefano Tilli. Tytułu zdobytego na poprzednich mistrzostwach nie bronił Marian Woronin z Polski.

## Rezultaty

### Eliminacje
Rozegrano 4 biegi eliminacyjne, do których przystąpiło 20 biegaczy. Awans do półfinału dawało zajęcie jednego z pierwszych dwóch miejsc w swoim biegu (Q). Skład półfinałów uzupełniło czterech zawodników z najlepszym czasem wśród przegranych (q).
Opracowano na podstawie materiału źródłowego.
Bieg 1
| Miejsce | Zawodnik          | Czas | Uwagi |
| ------- | ----------------- | ---- | ----- |
| 1       | Walentin Atanasow | 6,61 | Q     |
| 2       | Wiktor Bryzhin    | 6,66 | Q     |
| 3       | Giovanni Grazioli | 6,72 | q     |
| 4       | Jouko Lehtinen    | 6,82 |       |
| 5       | Kenth Rönn        | 6,86 |       |

Bieg 2
| Miejsce | Zawodnik          | Czas | Uwagi |
| ------- | ----------------- | ---- | ----- |
| 1       | Selwyn Clarke     | 6,69 | Q     |
| 2       | Stefano Tilli     | 6,70 | Q     |
| 3       | Stefan Nilsson    | 6,87 |       |
| 4       | Şükrü Çaprazlı    | 6,90 |       |
| –       | Ronald Desruelles | DQ   |       |

Bieg 3
| Miejsce | Zawodnik            | Czas | Uwagi |
| ------- | ------------------- | ---- | ----- |
| 1       | Arkadiusz Janiak    | 6,69 | Q     |
| 2       | Antoine Richard     | 6,71 | Q     |
| 3       | Jarmo Anias         | 6,81 | q     |
| 4       | Tommy Johansson     | 6,95 |       |
| 5       | Richard Luxenburger | 6,95 |       |

Bieg 4
| Miejsce | Zawodnik             | Czas | Uwagi |
| ------- | -------------------- | ---- | ----- |
| 1       | Christian Haas       | 6,69 | Q     |
| 2       | Aleksandr Jewgienjew | 6,71 | Q     |
| 3       | Ferenc Kiss          | 6,77 | q     |
| 4       | Gianfranco Lazzer    | 6,80 | q     |
| 5       | Roland Jokl          | 6,83 |       |

### Półfinały
Rozegrano 2 biegi półfinałowe, w których wystartowało 12 biegaczy. Awans do finału dawało zajęcie jednego z trzech pierwszych miejsc w swoim biegu (Q).
Opracowano na podstawie materiału źródłowego.
Bieg 1
| Miejsce | Zawodnik             | Czas | Uwagi |
| ------- | -------------------- | ---- | ----- |
| 1       | Walentin Atanasow    | 6,65 | Q     |
| 2       | Christian Haas       | 6,65 | Q     |
| 3       | Arkadiusz Janiak     | 6,66 | Q     |
| 4       | Aleksandr Jewgienjew | 6,67 |       |
| 5       | Giovanni Grazioli    | 6,69 |       |
| 6       | Jarmo Anias          | 6,78 |       |

Bieg 2
| Miejsce | Zawodnik          | Czas | Uwagi |
| ------- | ----------------- | ---- | ----- |
| 1       | Stefano Tilli     | 6,62 | Q     |
| 2       | Wiktor Bryzhin    | 6,65 | Q     |
| 3       | Antoine Richard   | 6,65 | Q     |
| 4       | Selwyn Clarke     | 6,68 |       |
| 5       | Ferenc Kiss       | 6,76 |       |
| 6       | Gianfranco Lazzer | 6,78 |       |

### Finał
Opracowano na podstawie materiału źródłowego.
| Miejsce | Zawodnik          | Czas |
| ------- | ----------------- | ---- |
| 1       | Stefano Tilli     | 6,63 |
| 2       | Christian Haas    | 6,64 |
| 3       | Walentin Atanasow | 6,66 |
| 4       | Antoine Richard   | 6,66 |
| 5       | Wiktor Bryzhin    | 6,69 |
| 6       | Arkadiusz Janiak  | 6,70 |